# Камполаттаро
Камполаттаро (італ. Campolattaro) — муніципалітет в Італії, у регіоні Кампанія,  провінція Беневенто.
Камполаттаро розташоване на відстані близько 200 км на схід від Рима, 65 км на північний схід від Неаполя, 18 км на північ від Беневенто.
Населення — 1064 особи (2014).
Щорічний фестиваль відбувається 20 січня. Покровитель — San Sebastiano.

## Демографія
Населення за роками:

Станом на 1 січня 2023 року в муніципалітеті офіційно проживало 47 іноземців з 19 країн, серед них 6 громадян країн Євросоюзу та 4 громадяни України.

## Сусідні муніципалітети
- Казальдуні
- Чирчелло
- Франьєто-л'Абате
- Франьєто-Монфорте
- Морконе
- Понтеландольфо